# Челюсцин (Гнезненський повіт)
Челюсцин (пол. Czeluścin, нім. Albrechtshagen) — село в Польщі, у гміні Чернеєво Гнезненського повіту Великопольського воєводства.
Населення — 143 особи (2011).
У 1975-1998 роках село належало до Познанського воєводства.

## Демографія
Демографічна структура станом на 31 березня 2011 року:
|          | Загалом | Допрацездатний вік | Працездатний вік | Постпрацездатний вік |
| -------- | ------- | ------------------ | ---------------- | -------------------- |
| Чоловіки | 74      | 15                 | 51               | 8                    |
| Жінки    | 69      | 11                 | 45               | 13                   |
| Разом    | 143     | 26                 | 96               | 21                   |